# Nicola Conte (musicista)
Nicola Conte (Bari, 1964) è un disc jockey e compositore italiano.

## Biografia
Nicola Conte si ispira alla musica italiana anni sessanta e settanta, spaziando poi dalla bossa nova alla tradizione jazzistica, che ripropone nei suoi set, in maniera sapiente e sofisticata. È originario di Bari, dove ha curato la direzione artistica del Fez Club per sette anni.
Si impone sulla scena internazionale già con il suo primo album Jet Sounds fondendo gli elementi propri del jazz con la club culture. Il successo lo porta in tournée nei più rinomati club delle città europee, ma anche a San Francisco, Tokyo, Mosca.
Dal 2001 diventa anche produttore musicale con il primo album di Rosalia De Souza (Garota Moderna), a cui seguiranno molte altre produzioni (12). Come DJ ha effettuato un centinaio di remix pubblicati. Ha collaborato e collabora tuttora con jazzisti come Gianluca Petrella, Fabrizio Bosso, Daniele Scannapieco, Rosario Giuliani, Till Brönner, Cristina Zavalloni, Nicola Stilo e altri.
Nel 2008 esce l'album Rituals, nel quale incide due canzoni con Chiara Civello. Nel 2009 esce per Schema Records il doppio album The modern sound of Nicola Conte – Versions in jazz-dub che contiene inediti e reworks. Nello stesso anno ha prodotto il remix Tema de la Onda (Nicola Conte meets Aldemaro Romero). Nel 2010 esce per Edizioni Ishtar for Schema Records una versione rimasterizzata in 2 CD di Other directions.
Nel 2014 produce tra Bari, Roma e New York, il sesto album discografico di Chiara Civello, intitolato Canzoni.

## Discografia Parziale

### Album in studio
- 2000 - Nicola Conte, Jet Sounds
- 2002 - Nicola Conte, Jet Sounds Revisited, (acid jz)
- 2004 - Nicola Conte, Other Directions, (acid jz)
- 2008 - Nicola Conte, Rituals, (acid jz)
- 2009 - Nicola Conte, The modern sound of Nicola Conte – Versions in jazz-dub
- 2011 - Nicola Conte, Love and Revolution, (acid jz)
- 2014 - Nicola Conte, Free Souls, (acid jz)
- 2014 - Nicola Conte & Stefania Dipierro, Natural (Latin jz)
- 2018 - Nicola Conte & Spiritual Galaxy, Let Your Light Shine On, (MPS Records, acid jz)
- 2018 - Nicola Conte/Gianluca Petrella, People need People, (Schema Records, RnB)
- 2023 - Nicola Conte, Umoja, (Far Out Recordings)

### Altre produzioni
- 2002 - Nicola Conte Apresenta Rosalia de Souza, Garota moderna
- 2004 - Nicola Conte Apresenta Rosalia de Souza, Garota diferente

### Compilation
- 2009 - Nicola Conte - Spiritual Swingers ... Deep, Afrocentric, Modal Jazz From Universal Music Archives
- 2009 - Nicola Conte Presents Viagem, Vol 2 - A Swinging Journey Through The Lost Classics Of 60's Popular Brazilian Music
- 2011 - Nicola Conte Presents Viagem, Vol 3 - A Collection Of 60's Brazilian Bossa Nova And Jazz Samba
- 2012 - Nicola Conte Presents Viagem, Vol 4 - Lost Bossa & Samba Jazz Classics From The Swinging Brazilian 60's
- 2012 - Nicola Conte Presents Viagem, Vol 5 - Lost Bossa & Samba Jazz Classics From The Swinging Brazilian 60's

### Singoli
- 1999 - Bossa per due
- 1999 - Jet Sounds
- 2000 - Forma 2000
- 2001 - Thievery Corporation vs Nicola Conte
- 2002 - Jet Sounds Revisited Vol. 1
- 2003 - Jet Sounds Revisited Vol. 2
- 2003 - Two Unreleased Gems From The Freedom Jazz Dance Project
- 2004 - Gilles Peterson Worldwide Exclusives 1
- 2004 - Kind Of Sunshine / Impulso
- 2009 - Nicola Conte meets Aldemaro Romero - Tema De La Onda / dejavu